# Phytomyza misella
Phytomyza misella är en tvåvingeart som beskrevs av Spencer 1969. Phytomyza misella ingår i släktet Phytomyza och familjen minerarflugor.
Artens utbredningsområde är Alaska. Inga underarter finns listade i Catalogue of Life.